# Astronia meyeri
Astronia meyeri är en tvåhjärtbladig växtart som beskrevs av Elmer Drew Merrill. Astronia meyeri ingår i släktet Astronia och familjen Melastomataceae.
Artens utbredningsområde är Filippinerna. Inga underarter finns listade i Catalogue of Life.